# Canada op de Olympische Winterspelen 1976
Tijdens de Olympische Winterspelen van 1976, die in Innsbruck (Oostenrijk) werden gehouden, nam Canada voor de twaalfde keer deel.

## Medailleoverzicht
| Sport       | Olympiër        | Discipline       | Medaille |
| ----------- | --------------- | ---------------- | -------- |
| Alpineskiën | Kathy Kreiner   | reuzenslalom (v) | Goud     |
| Schaatsen   | Cathy Priestner | 500 m (v)        | Zilver   |
| Kunstrijden | Toller Cranston | mannen           | Brons    |

## Deelnemers en resultaten

### Alpineskiën
| Olympiër       | Discipline       | Resultaat | Prestatie                        |
| -------------- | ---------------- | --------- | -------------------------------- |
| Jim Hunter     | afdaling (m)     | 10e       | 1.47,52 (+1,79)                  |
| Jim Hunter     | reuzenslalom (m) | 22e       | 3.37,36 (+10,39) 1.48,56+1.48,80 |
| Jim Hunter     | slalom (m)       | 23e       | 2.17,06 (+13,77) 1.06,26+1.10,80 |
| Dave Irwin     | afdaling (m)     | 8e        | 1.47,41 (+1,68)                  |
| David Murray   | afdaling (m)     | 18e       | 1.48,43 (+2,70)                  |
| David Murray   | reuzenslalom (m) | dnf-2     | opgave run 2                     |
| David Murray   | slalom (m)       | dnf-1     | opgave run 1                     |
| Ken Read       | afdaling (m)     | 5e        | 1.46,83 (+1,10)                  |
| Ken Read       | reuzenslalom (m) | dnf-2     | opgave run 2                     |
| Ken Read       | slalom (m)       | dnf-1     | opgave run 1                     |
| Robert Safrata | reuzenslalom (m) | dnf-2     | opgave run 2                     |
| Robert Safrata | slalom (m)       | 27e       | 2.17,98 (+14,69) 1.07,63+1.10,35 |
|                |                  |           |                                  |
| Betsy Clifford | afdaling (v)     | 22e       | 1.51,40 (+5,24)                  |
| Betsy Clifford | reuzenslalom (v) | 22e       | 1.32,61 (+3,48)                  |
| Betsy Clifford | slalom (v)       | dnf-2     | opgave run 2                     |
| Kathy Kreiner  | afdaling (v)     | 19e       | 1.50,48 (+4,32)                  |
| Kathy Kreiner  | reuzenslalom (v) | Goud      | 1.29,13                          |
| Kathy Kreiner  | slalom (v)       | dnf-1     | opgave run 1                     |
| Laurie Kreiner | afdaling (v)     | 16e       | 1.49,97 (+3,81)                  |
| Laurie Kreiner | reuzenslalom (v) | 27e       | 1.34,53 (+5,40)                  |
| Laurie Kreiner | slalom (v)       | 14e       | 1.39,38 (+8,84) 50,26+49,12      |

### Bobsleeën
| Olympiër                                                       | Discipline              | Resultaat | Prestatie                                        |
| -------------------------------------------------------------- | ----------------------- | --------- | ------------------------------------------------ |
| Colin Nelson Jim Lavalley                                      | 2-mansbob (m) Canada I  | 18e       | 3.52,00 (+7,58) (57,56 / 57,92 / 58,13 / 58,39)  |
| Joey Kilburn Brian Vachon                                      | 2-mansbob (m) Canada II | 23e       | 3.54,29 (+9,87) (58,61 / 58,74 / 58,22 / 58,72)  |
| Colin Nelson Thomas Stehr David Veale Jim Lavalley             | 4-mansbob (m) Canada I  | 17e       | 3.48,02 (+7,59) (55,97 / 56,67 / 57,49 / 57,89)  |
| Christopher Frank William Dunn Christopher Martin Brian Vachon | 4-mansbob (m) Canada II | 21e       | 3.50,86 (+10,43) (57,43 / 56,87 / 57,87 / 58,69) |

### Kunstrijden
| Olympiër                        | Discipline | Resultaat | Prestatie               |
| ------------------------------- | ---------- | --------- | ----------------------- |
| Toller Cranston                 | mannen     | Brons     | pc. 30,0; 187,4 punten  |
| Stan Bohonek                    | mannen     | 14e       | pc. 124,0; 165,9 punten |
| Ron Shaver                      | mannen     | dnf       | opgave                  |
| Lynn Nightingale                | vrouwen    | 9e        | pc. 67,0; 181,7 punten  |
| Kim Alletson                    | vrouwen    | 14e       | pc. 122,5; 171,6 punten |
| Candy Jones Donald Fraser       | paarrijden | 14e       | pc. 117,0; 116,5 punten |
| Barbara Berezowski David Porter | ijsdansen  | 10e       | pc. 86,0; 182,9 punten  |
| Susan Carscallen Eric Gillies   | ijsdansen  | 13e       | pc. 107,0; 176,0 punten |

### Langlaufen
| Olympiër                                                 | Discipline            | Resultaat | Prestatie                                                         |
| -------------------------------------------------------- | --------------------- | --------- | ----------------------------------------------------------------- |
| Bert Bullock                                             | 15 km (m)             | 33e       | 47.23,38 (+3.24,91)                                               |
| Bert Bullock                                             | 30 km (m)             | 31e       | 1:36.24,55 (+5.55,17)                                             |
| Bert Bullock                                             | 50 km (m)             | dnf       | opgave                                                            |
| Edward Day                                               | 15 km (m)             | 59e       | 49.59,43 (+6.00,96)                                               |
| Edward Day                                               | 30 km (m)             | 42e       | 1:38.09,10 (+7.39,72)                                             |
| Edward Day                                               | 50 km (m)             | 37e       | 2:51.58,75 (+14.28,70)                                            |
| Ernie Lennie                                             | 15 km (m)             | 67e       | 52.27,04 (+8.28,57)                                               |
| Ernie Lennie                                             | 50 km (m)             | 41e       | 3:01.01,57 (+23.31,52)                                            |
| Reijo Puiras                                             | 30 km (m)             | 56e       | 1:41.34,43 (+11.05,05)                                            |
| Hans Skinstad                                            | 15 km (m)             | 56e       | 49.30,36 (+5.31,89)                                               |
| Hans Skinstad                                            | 30 km (m)             | 30e       | 1:36.16,95 (+5.47,57)                                             |
| Hans Skinstad                                            | 50 km (m)             | 22e       | 2:46.11,83 (+8.41,78)                                             |
| Bert Bullock Ernie Lennie Edward Day Hans Skinstad       | 4x10 km estafette (m) | 12e       | 2:15.31,85 (+7.32,13) (35.16,98 / 34.45,37 / 32.50,20 / 32.39,30) |
|                                                          |                       |           |                                                                   |
| Sharon Firth                                             | 5 km (v)              | 29e       | 17.35,06 (+1.46,37)                                               |
| Sharon Firth                                             | 10 km (v)             | 28e       | 33.15,20 (+3.01,79)                                               |
| Shirley Firth                                            | 5 km (v)              | 27e       | 17.31,36 (+1.42,67)                                               |
| Shirley Firth                                            | 10 km (v)             | 29e       | 33.16,50 (+3.03,09)                                               |
| Joan Groothuysen                                         | 5 km (v)              | 30e       | 17.51,08 (+2.02,39)                                               |
| Joan Groothuysen                                         | 10 km (v)             | 34e       | 34.16,35 (+4.02,94)                                               |
| Sue Holloway                                             | 10 km (v)             | 32e       | 34.03,49 (+3.50,08)                                               |
| Esther Miller                                            | 5 km (v)              | 34e       | 18.05,05 (+2.16,36)                                               |
| Shirley Firth Joan Groothuysen Sue Holloway Sharon Firth | 4x5 km estafette (v)  | 7e        | 1:14.02,72 (+6.12,97) (18.14,69 / 18.42,83 / 18.38,29 / 18.26,91) |

### Noordse combinatie
| Olympiër     | Discipline | Resultaat | Prestatie                                                                                          |
| ------------ | ---------- | --------- | -------------------------------------------------------------------------------------------------- |
| Kurt Sjolund | mannen     | 33e       | 252,22 punten schans: 124,0 p 66,1 (58,0 m)+27,7 (57,0 m)+57,9 (57,0 m) 15 km: 128,22 p (58:13.40) |

### Rodelen
| Olympiër                     | Discipline | Resultaat | Prestatie                                              |
| ---------------------------- | ---------- | --------- | ------------------------------------------------------ |
| Larry Arbuthnot              | mannen     | 31e       | 3.42,784 (+15,096) (56,691 / 55,380 / 55,085 / 55,628) |
| Michael Shragge              | mannen     | 35e       | 3.46,292 (+18,604) (57,950 / 55,812 / 56,656 / 55,874) |
| Denis Michaud                | mannen     | dq-1      | diskwalificatie                                        |
| Carole Keyes                 | vrouwen    | 22e       | 3.01,883 (+11,262) (45,654 / 45,692 / 45,200 / 45,337) |
| Mary Jane Bowie              | vrouwen    | 23e       | 3.02,341 (+11,720) (45,804 / 45,719 / 45,352 / 45,466) |
| Julie Chase                  | vrouwen    | 26e       | 3.13,522 (+22,901) (46,529 / 46,570 / 51,633 / 48,790) |
| Larry Arbuthnot Doug Hansen  | dubbel     | 17e       | 1.30,035 (+4,431) (44,933 / 45,102)                    |
| David McComb Michael Shragge | dubbel     | 22e       | 1.31,590 (+5,986) (45,421 / 46,169)                    |

### Schaatsen
| Olympiër        | Discipline | Resultaat | Prestatie        |
| --------------- | ---------- | --------- | ---------------- |
| Andy Barron     | 5000 m (m) | 23e       | 8.10,00 (+45,52) |
| Gaétan Boucher  | 500 m (m)  | 14e       | 40,53 (+1,36)    |
| Gaétan Boucher  | 1000 m (m) | 6e        | 1.21,23 (+1,91)  |
| Gaétan Boucher  | 1500 m (m) | 14e       | 2.04,63 (+5,25)  |
| Tom Overend     | 500 m (m)  | 11e       | 40,22 (+1,05)    |
| Tom Overend     | 1000 m (m) | 23e       | 1.25,06 (+5,74)  |
|                 |            |           |                  |
| Liz Appleby     | 1000 m (v) | 22e       | 1.34,27 (+5,84)  |
| Liz Appleby     | 1500 m (v) | 21e       | 2.24,89 (+8,31)  |
| Liz Appleby     | 3000 m (v) | 18e       | 4.58,68 (+13,49) |
| Sylvia Burka    | 500 m (v)  | 11e       | 44,35 (+1,59)    |
| Sylvia Burka    | 1000 m (v) | 4e        | 1.29,47 (+1,04)  |
| Sylvia Burka    | 1500 m (v) | 9e        | 2.19,74 (+3,16)  |
| Sylvia Burka    | 3000 m (v) | 8e        | 4.49,04 (+3,85)  |
| Gayle Gordon    | 3000 m (v) | 23e       | 5.07,09 (+21,90) |
| Cathy Priestner | 500 m (v)  | Zilver    | 43,12 (+0,36)    |
| Cathy Priestner | 1000 m (v) | 6e        | 1.29,66 (+1,23)  |
| Kathy Vogt      | 500 m (v)  | 21e       | 45,62 (+2,86)    |
| Kathy Vogt      | 1500 m (v) | 23e       | 2.25,49 (+8,91)  |

### Schansspringen
| Olympiër      | Discipline         | Resultaat | Prestatie                                          |
| ------------- | ------------------ | --------- | -------------------------------------------------- |
| Kim Fripp     | normale schans (m) | 54e       | 175,9 punten 91,2 p. (69,0 m) + 84,7 p. (66,5 m)   |
| Kim Fripp     | grote schans (m)   | 53e       | 125,9 punten 68,6 p. (74,0 m) + 57,3 p. (67,0 m)   |
| Donald Grady  | normale schans (m) | 55e       | 164,9 punten 85,7 p. (66,5 m) + 79,2 p. (64,0 m)   |
| Donald Grady  | grote schans (m)   | 48e       | 149,5 punten 78,1 p. (79,0 m) + 71,4 p. (76,0 m)   |
| Richard Grady | normale schans (m) | 48e       | 192,6 punten 96,3 p. (72,5 m) + 96,3 p. (72,5 m)   |
| Richard Grady | grote schans (m)   | 46e       | 153,3 punten 80,4 p. (81,0 m) + 72,9 p. (76,0 m)   |
| Peter Wilson  | normale schans (m) | 36e       | 207,3 punten 103,8 p. (75,0 m) + 103,5 p. (74,5 m) |
| Peter Wilson  | grote schans (m)   | 45e       | 154,7 punten 79,4 p. (78,5 m) + 75,3 p. (74,5 m)   |

Andorra · Argentinië · Australië · België · Bondsrepubliek Duitsland · Bulgarije · Canada · Chili · Duitse Democratische Republiek · Finland · Frankrijk · Griekenland · Groot-Brittannië · Hongarije · IJsland · Iran · Italië · Japan · Joegoslavië · Libanon · Liechtenstein · Nederland · Nieuw-Zeeland · Noorwegen · Oostenrijk · Polen · Roemenië · San Marino · Sovjet-Unie · Spanje · Taiwan · Tsjecho-Slowakije · Turkije · Verenigde Staten · Zuid-Korea · Zweden · Zwitserland